# Син Кёнсук
Син Кёнсук (кор. 신경숙,  12 января 1963, провинция Чолладо) — южнокорейская писательница.

## Биография
Родилась в деревне, в крестьянской семье – старшей дочерью и четвёртым ребёнком из шести детей. Шестнадцатилетней приехала в Сеул к старшему брату, работала и училась в вечерней школе. Закончила Сеульский художественный институт (1985), в том же году дебютировала повестью Зимняя сказка, получившей премию "Чунан" за лучший дебют.

## Творчество
Автор романов и новелл, переведённых на многие языки в Европе и Азии. Широчайшее международное признание пришло к ней с  публикацией романа Пожалуйста, позаботься о маме (2009), переведённого на множество языков и принёсшего премию британской издательской группы Мэн (Man Asian Literary Prize), которая была впервые присуждена женщине.

## Избранные произведения

### Рассказы и повести
- Зимняя сказка (1985)
- Едоки картофеля (1997)
- Земляничная поляна (2000)
- Колокольный звон (2003)

### Романы
- Сокрушение (1994)
- Одинокая комната (1995, Manhae Prize;  фр. пер. 2009,  Prix de l’Inaperçu)
- Поезд отходит в семь (1999)
- И Чжин (2007)
- Пожалуйста, позаботься о маме (2009)
- Откуда-то издалека мне все звонят и звонят (2010)

## Публикации на русском языке
- Пожалуйста, позаботься о маме. М.: Центрполиграф, 2012